# Pierre Blondeau
Pour les articles homonymes, voir Pierre Blondeau (homonymie) et Blondeau.

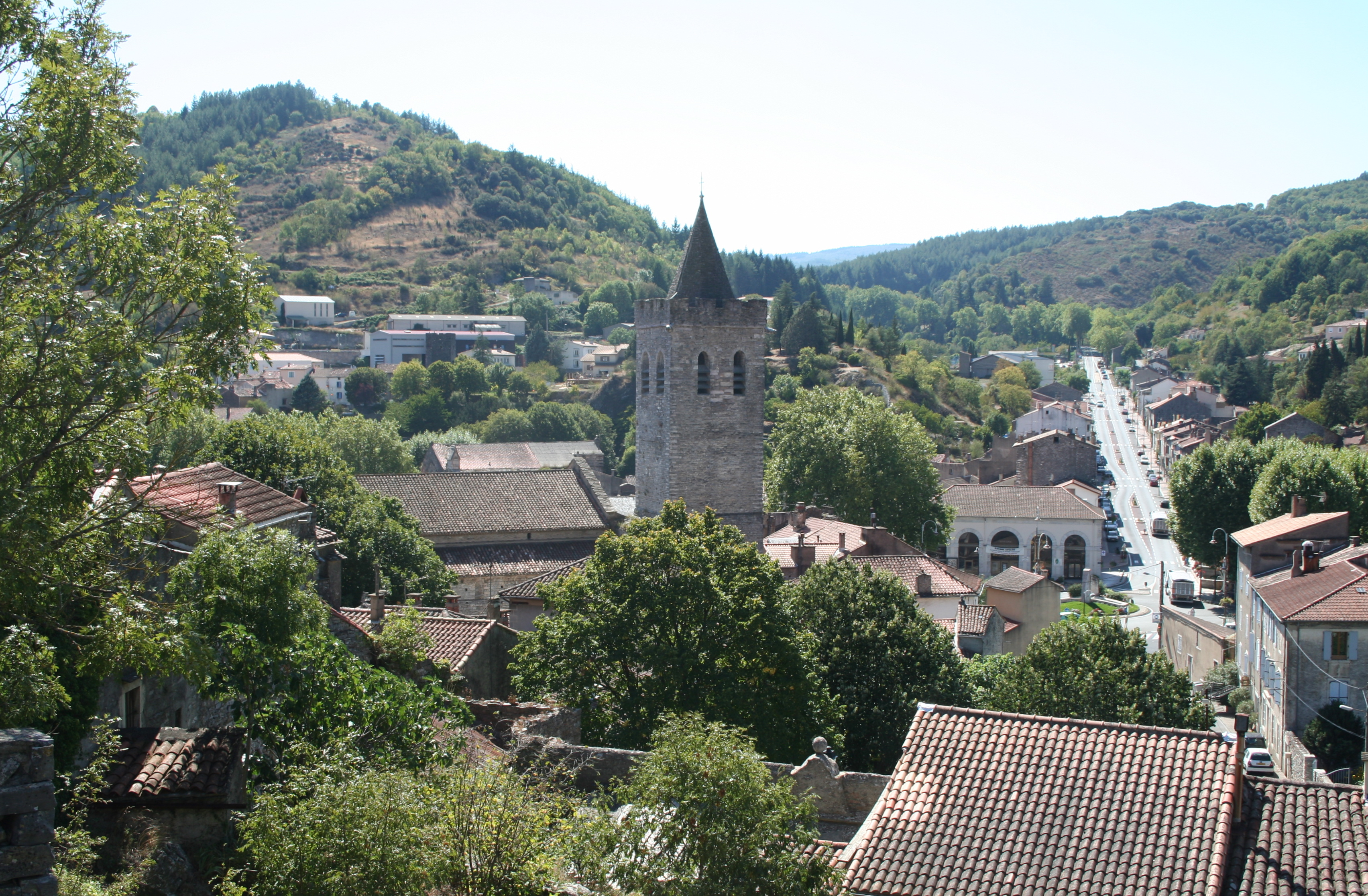
Saint-Pons-de-Thomières, village de l'Hérault
siège des « insurgés permanents » de La Cigale

Pierre Blondeau est un buraliste-libraire dont le commerce est aussi un lieu de réunion associative et militante appelé La Cigale à Saint-Pons-de-Thomières, dans l’Hérault. Il est militant politique, syndical et associatif. Il est, avec ses amis militants de Saint-Pons, au cœur d'une affaire d'antiterrorisme qui a fait l'objet du film documentaire d’Olivier Azam, La Cigale, le Corbeau et les Poulets, sorti en 2017, dont il est le personnage principal.

## Biographie
Pierre Blondeau est né en 1954.   
Après 19 ans et demi chez les parachutistes, de 1972 à 1991, en Centrafrique, puis au Tchad, et sept dans une société de sécurité, il a ouvert le 1er avril 1999 à Saint-Pons de Thomières un commerce de proximité de buraliste-libraire, « La Cigale », qui est rapidement devenu la plaque tournante du militantisme politique et syndical local.

### Action militante
Si dès sa sortie de l’armée, à Strasbourg, Pierre Blondeau s’était engagé dans le mouvement associatif, c’est à partir de La Cigale que son activité a pu pleinement se déployer : pour commencer, il y a assuré auprès des plus démunis une fonction d’écrivain public. 
À partir de 2000, Pierre Blondeau adhère à la section locale Jaur-Somail de l’association ATTAC (Association pour la taxation des transactions financières et pour l’action citoyenne) dont il prendra la présidence en 2003. 
Dans le cadre de cette association, il soutient également diverses actions en faveur du peuple palestinien et entame en 2002 sa première lutte locale militante, contre l’installation d’une méga-déchetterie qui devait s’implanter sur la commune voisine de Riols, sur un terrain de neuf hectares loué pour ce faire à la Société Sita-Sud,. Pierre Blondeau monte pour cela avec ses camarades militants l'association spécifique « Patanarès ». Le combat sera couronné de succès, puisque le projet sera finalement abandonné en octobre 2006.
En 2004, Pierre Blondeau adhère au Parti communiste et monte la cellule Jacques Roux du PCF, cellule dépendante de la section de Béziers. Il en est le secrétaire. Il quittera le PCF en 2011. 
En 2005, la municipalité ayant fermé la banque alimentaire, il se monte à La Cigale une antenne du Secours Populaire, de Béziers. 
À partir de 2008, Pierre Blondeau soutient divers combats contre l’implantation locale de parcs éoliens et rejoint l’association Hurlevent. Il est membre de son bureau.
Ces divers combats avaient amené Pierre Blondeau à s’opposer à diverses reprises au député-maire de Saint-Pons, Kléber Mesquida, qui considère La Cigale comme un « foyer de subversion ». Et Pierre Blondeau en 2009, à l’occasion d’une enquête policière visant un mystérieux corbeau qui envoyait par la poste des lettres d'insultes et de menace accompagnées de balles à divers élus, dont Nicolas Sarkozy alors qu'il était Président de la République, a subi une première perquisition, le 11 août 2009, à La Cigale, puis à son domicile. Ont été aussi perquisitionnés ce jour-là Marcel Caron, proviseur en retraite, auteur de Une autre vie... ailleurs ? : Chassé-croisé de populations dans la vallée du Jaur (édition Marcel Caron, 2014), qui tapait usuellement les tracts diffusés par les diverses associations, ainsi que l’imprimeur qui les imprimait. Cette perquisition a été suivie le 3 septembre 2009 d’une deuxième, visant cette fois trente et une personnes que le maire de la ville avait signalées comme susceptibles de troubler l’ordre public, et de la rétention en garde à vue de onze d’entre elles. C’est cet épisode qui est raconté dans le film d’Olivier Azam La Cigale, le Corbeau et les Poulets, où l'on voit aussi les nombreuses actions du groupe de militants autour de la Cigale et de Pierre Blondeau. 
L’aventure a poussé Pierre Blondeau à créer à La Cigale, dès sa sortie de garde à vue en décembre 2009, une section locale Hauts-Cantons de la Ligue des droits de l’Homme, dont il est le trésorier.
Avec d'autres militants, Pierre Blondeau s'oppose très activement depuis des années aux projets d'éoliennes industrielles, installées par EDF Énergie Nouvelle (désormais ENGIE), défendant plutôt la décroissance, le petit éolien local et surtout l'énergie solaire.  
En 2013, il choisit de se rattacher à Ensemble !, « mouvement pour une alternative à gauche écologiste et solidaire » lancé en novembre 2013, qui regroupe entre autres diverses composantes du Front de Gauche, et soutient Jean-Luc Mélenchon. Il monte une section locale d’Ensemble 34, section présidée par son ami Jean-Michel Villeroux, dans laquelle il assume pour sa part  des responsabilités de manière non-statutaire.
En 2015, il crée avec ses camarades un comité local 34 Hauts-Cantons de BDS (Boycott désinvestissement sanctions), participe à son bureau, et mène à ce titre diverses actions de promotion du boycott des produits israéliens,. 
Il est de plus, de manière informelle, le relais local des deux syndicats Sud et Solidaires, ainsi que d’Alternatives libertaires.
Depuis 2011, Pierre Blondeau et ses camarades ont soutenu activement la ZAD de Notre-Dame-des-Landes de l'Aéroport du Grand Ouest, puis, plus activement encore, La ZAD de Sivens. Il a également organisé en 2016 une Nuit debout à Saint-Pons de Thomières.

### Candidatures électorales
En 2008, Pierre Blondeau se présente aux élections municipales de Saint-Pons-de-Thomières, mais n'obtient aucun siège. 
En 2011, il se présente aux élections cantonales d’Olargues sous l’étiquette Front de Gauche. Il obtient 9,91% des voix.
En 2014, aux élections municipales de Saint-Pons, sous l’étiquette « L’humain d’abord »,,, et se rattachant au parti de Jean-Luc Mélenchon, comme tête de liste de la   liste Front de Gauche   il obtient 10,89 % des voix au premier tour et 7,12% au deuxième. Là encore, il n'emporte aucun siège. 
Le parcours de Pierre Blondeau et ses nombreux écrits dans La Commune   (feuillet d'opinion dont il est l'animateur et le principal rédacteur) attestaient de son engagement progressiste et antifasciste.Cependant, en 2017, pendant la campagne des élections présidentielles, un article de Marianne  annonce que Pierre Blondeau, jusqu'alors soutien de Jean-Luc Mélenchon et de la France Insoumise, s'est allié avec Marc Dorcet, alias Rodolphe Crevelle,, militant d’extrême droite,,, rédacteur du Lys Noir et de Paris Zone de Combat,, pour promouvoir la candidature d’Hugues Aufray,.  Hugues Aufray a rencontré Rodolphe Crevelle et Pierre Blondeau  en 2016 à la ZAD de Notre-Dame des Landes, où Pierre Blondeau se rendait fréquemment. Pierre Blondeau et Rodolphe Crevelle, lequel habite la région proche, se connaissaient depuis de nombreuses années. « On n'est pas sectaires dans le coin », explique Pierre Blondeau. Hugues Aufray ayant finalement renoncé à sa candidature dès qu’il s’est aperçu de l’idéologie véhiculée par  le "Cercle des gens de peu", nom du groupe qui l’avait contacté, et la "France Invisible" qu’il devait représenter, l’affaire a tourné court.     
Pour les législatives de 2017, Pierre Blondeau avait proposé sa candidature aux militants de « La France insoumise » de la cinquième circonscription de l'Hérault. Il a finalement soutenu Pierre Polard, candidat officiellement investi par la France insoumise.

## Publications
- Bimensuel papier La Commune[15] (édité depuis la fondation de la cellule Jacques-Roux), 2004 à 2017
- La Commune, version internet[28]
- Avec Marcel Caron, Garde à vue ! L'affaire du corbeau à Saint-Pons-de-Thomières, édition La Cigale, mai 2010[29]